# Jaime Nielsen
Jaime Nielsen (* 3. September 1985 in Hamilton) ist eine neuseeländische Radrennfahrerin. Auf der Bahn ist sie Spezialistin für die Verfolgungsdisziplinen, auf der Straße im Einzelzeitfahren.

## Sportliche Laufbahn
Bevor Jaime Nielsen mit dem Radsport begann, war sie als Ruderin erfolgreich und von 2003 bis 2007 Mitglied des Nationalkaders. 2004 wurde sie U23-Weltmeisterin im Frauen-Doppelvierer. 2007 wechselte sie zum Radsport.
2009 wurde Jaime Nielsen bei den UCI-Bahn-Weltmeisterschaften 2009 in Pruszków Vize-Weltmeisterin in der Mannschaftsverfolgung, gemeinsam mit Lauren Ellis und Alison Shanks. Im Jahr darauf wurde sie in derselben Disziplin neuseeländische Meisterin, mit Rushlee Buchanan und Sonia Waddell. Bei den UCI-Bahn-Weltmeisterschaften 2011 in Apeldoorn errang Nielsen Bronze in der Mannschaftsverfolgung (mit Kaytee Boyd und Alison Shanks). 2012 belegte sie gemeinsam mit Ellis und Shanks bei den Olympischen Spielen in London Rang fünf in der Mannschaftsverfolgung.
Auf der Bahn wurde Nielsen 2014 erstmals nationale Meisterin in der Einerverfolgung, 2015 und 2016 wiederholte sie diesen Erfolg. Zwischen 2014 sowie 2017 holte sie dreimal den neuseeländischen Titel im Einzelzeitfahren auf der Straße.
2016 wurde Jaime Nielsen für die Teilnahme an den Olympischen Spielen in Rio de Janeiro nominiert. Gemeinsam mit Rushlee Buchanan, Racquel Sheath und Georgia Williams belegte sie in der Mannschaftsverfolgung Platz vier. Bei den UCI-Bahn-Weltmeisterschaften 2017 in Hongkong errang sie mit Rushlee Buchanan, Kirstie James, Racquel Sheath und Michaela Drummond die Bronzemedaille in der Mannschaftsverfolgung. Im Juli 2017 stellte sie einen neuen Stundenweltrekord auf Meeresspiegelniveau über 47,791 Kilometer auf.
Anschließend pausierte Nielsen bis 2020 mit dem Radsport, nachdem sie Mutter geworden war. In diesem Jahr wurde sie neuseeländische Meisterin in der Mannschaftsverfolgung. 2021 wurde sie bei den nationalen Straßenmeisterschaften Zweite im Einzelzeitfahren und Vierte im Straßenrennen. Bei den Olympischen Spielen Tokio belegte sie mit dem neuseeländischen Vierer Rang acht.

## Berufliches und Privates
Jaime Nielsen hat Studienabschlüsse in Chemie und Mandarin.

## Erfolge

### Bahn
2009
- Weltmeisterschaft – Mannschaftsverfolgung (mit Lauren Ellis und Alison Shanks)

2010
- Neuseeländische Meisterin – Mannschaftsverfolgung (mit Rushlee Buchanan und Sonia Waddell)

2011
- Weltmeisterschaft – Mannschaftsverfolgung (mit Kaytee Boyd und Rushlee Buchanan)
- Bahnrad-Weltcup in Peking – Mannschaftsverfolgung (mit Kaytee Boyd und Rushlee Buchanan)

2013
- Ozeanienmeisterin – Mannschaftsverfolgung (mit Rushlee Buchanan, Lauren Ellis und Georgia Williams)
- Ozeanienmeisterschaft – Einerverfolgung, Omnium
- Ozeanienmeisterschaft – Scratch

2014
- Ozeanienmeisterin – Mannschaftsverfolgung (mit Racquel Sheath, Lauren Ellis und Georgia Williams)
- Ozeanienmeisterschaft – Einerverfolgung
- Neuseeländische Meisterin – Einerverfolgung

2015
- Neuseeländische Meisterin – Einerverfolgung

2016
- Neuseeländische Meisterin – Einerverfolgung

2017
- Weltmeisterschaft – Mannschaftsverfolgung (mit Rushlee Buchanan, Kirstie James, Racquel Sheath und Michaela Drummond)
- Neuseeländische Meisterin – Einerverfolgung, Mannschaftsverfolgung (mit Racquel Sheath, Rushlee Buchanan und Bryony Botha)

2020
- Neuseeländische Meisterin – Einerverfolgung, Mannschaftsverfolgung (mit Ally Wollaston, Nina Wollaston und Jessie Hodges)

### Straße
2014
- Neuseeländische Meisterin – Einzelzeitfahren

2015
- Neuseeländische Meisterin – Einzelzeitfahren

2017
- Neuseeländische Meisterin – Einzelzeitfahren

## Teams
- 2015 BePink LaClassica